# 虎牢关
虎牢关，又称汜水关，晉代稱成臯關，唐代因为避唐高祖祖父李虎的忌讳而改称武牢关，地理位置在洛阳以东，今河南省荥阳市市区西北部16公里的汜水镇境内， 连霍高速和河南省道S315穿越经过。为洛阳东边门户和重要的关隘，因相傳西周穆王在此圈養猛虎而得名。南连嵩岳，北濒黄河，山岭交错，自成天险。有“一夫当关，万夫莫开”之势，为历代兵家必争之地。明洪武四年改稱古崤關置巡检司。
《左传·鲁庄公二十一年》（前673年）:「郑伯平周王室之乱...与之武公之略，自虎牢以东。」其建为城邑，则是此后的一百零二年（即前571年）。是年“秋七月，晋师侵郑，诸大夫欲从晋...会于戚谋郑故也，孟献子曰：“请城虎牢以逼郑。冬，夏会于戚...，遂城虎牢”。在春秋故事「鄭伯克段於鄢」中，郑庄公的母亲武姜起初為小兒子公子段而向鄭莊公請求賜予一座城池名「制」。鄭莊公因該地險要，不答應將此地給公子段，故事中的「制」即是此地。
此处亦曾发生过无数经典战斗，小說《三国演义》中三英战吕布和關羽温酒斩华雄为人所津津乐道（三国演义把虎牢关和汜水关误作两关，历史上并未有三英战吕布，斩华雄的是孙坚，史實亦無虎牢關之戰）。前秦滅前燕之戰因虎牢關割地而起。另外在隋末唐初的虎牢之战中，李世民也在此打败窦建德，迫使王世充投降，为建立唐朝打好基础。
现时主要风景点有三义庙、张飞寨、华雄岭、玉门古渡等。

## 历史沿革
有人根据李吉甫《元和郡县图志》第5卷中的“汜水县……开元二十九年，自虎牢城移于今理”推断，因为黄河的侵蚀，开元二十九年（公元741年）虎牢关城已经毁弃，汜水县城往南迁了数里，因此在安史之乱时期，虎牢关已经无险可守，不再是李世民和窦建德大战的那个虎牢关，导致唐将封常清守关失败。实际上，向南迁的只是汜水县治，而非虎牢关本身。乾元二年（759），李光弼在与史思明的对抗中，仍然有守虎牢关的打算：“李公曰︰‘思明渡河，必图洛城，我当守武牢关，扬兵于广武原以待之。’”可见当时虎牢关仍然有险可守。